# Canton d'Hendaye
Le canton d'Hendaye est une ancienne division administrative française, située dans le département des Pyrénées-Atlantiques et la région Aquitaine.

## Composition
Le canton regroupe 4 communes:
- Biriatou
- Ciboure
- Hendaye
- Urrugne

## Histoire
En 1790, Urrugne fut le chef-lieu d'un canton comprenant Biriatou, Hendaye et Urrugne, et dépendant du district d'Ustaritz.

Le canton actuel fut créé en 1973 par le décret 73-669 du 13 juillet 1973 publié au JO du 17 juillet. Avant cette date, les quatre communes du canton appartenaient à celui de Saint-Jean-de-Luz.
| Période           | Identité                          | Parti            | Qualité |
| ----------------- | --------------------------------- | ---------------- | --- |
| 1973-1981 (décès) | Jean Poulou                       | Radical puis MRG | Maire de Ciboure (1977-1981) Ancien conseiller général du Canton de Saint-Jean-de-Luz (1964-1973)                              |
| 1981-1988         | Daniel Poulou (fils du précédent) | UDF              | Directeur de société Maire d'Urrugne                                                                                           |
| 1988-2001         | Raphaël Lassallette               | PS               | Professeur détaché Maire d'Hendaye (1981-2001)                                                                                 |
| 2001-2008         | Daniel Poulou                     | UMP              | Député (1993-1995, 2002-2011) Maire d'Urrugne de 1977 à 2002                                                                   |
| 2008-2021         | Kotte Écénarro                    | PS               | Vice-président du conseil général depuis 2011 Maire d'Hendaye depuis 2014 Elu en 2015 dans le Canton d'Hendaye-Côte Basque-Sud |
| 2021- 2027        | Iker Elizalde Annie Poveda        | EHBai            | Anciens conseillers municipaux d'Hendaye et d'Urrugne.                                                                         |

## Démographie
| 1975   | 1982   | 1990   | 1999   | 2006   | 2011   | 2012   |
| ------ | ------ | ------ | ------ | ------ | ------ | ------ |
| 20 942 | 22 265 | 24 219 | 26 753 | 28 943 | 32 900 | 33 972 |